# Vonstöttjärnarna
Vonstöttjärnarna är en sjö i Härjedalens kommun i Härjedalen och ingår i Ljungans huvudavrinningsområde. Sjön har en area på 0,0747 kvadratkilometer och ligger 802,1 meter över havet. Vonstöttjärnarna ligger i Henvålen-Aloppan Natura 2000-område. Sjön avvattnas av vattendraget Vonstötbäcken.

## Delavrinningsområde
Vonstöttjärnarna ingår i det delavrinningsområde (695156-137903) som SMHI kallar för Mynnar i Aloppan. Medelhöjden är 831 meter över havet och ytan är 11,12 kvadratkilometer. Det finns inga avrinningsområden uppströms utan avrinningsområdet är högsta punkten. Vonstötbäcken som avvattnar avrinningsområdet har biflödesordning 3, vilket innebär att vattnet flödar genom totalt 3 vattendrag innan det når havet efter 303 kilometer. Avrinningsområdet består mestadels av skog (49 procent), sankmarker (36 procent) och kalfjäll (10 procent). Avrinningsområdet har 0,07 kvadratkilometer vattenytor vilket ger det en sjöprocent på 0,7 procent.